# Bradwell (Norfolk)
Bradwell – wieś w Anglii, w hrabstwie Norfolk, w dystrykcie Great Yarmouth. Leży 28 km na wschód od Norwich i 172 km na północny wschód od Londynu.
Miejscowość liczy 10 318 mieszkańców.